# من الجماعة وخارج الجماعة

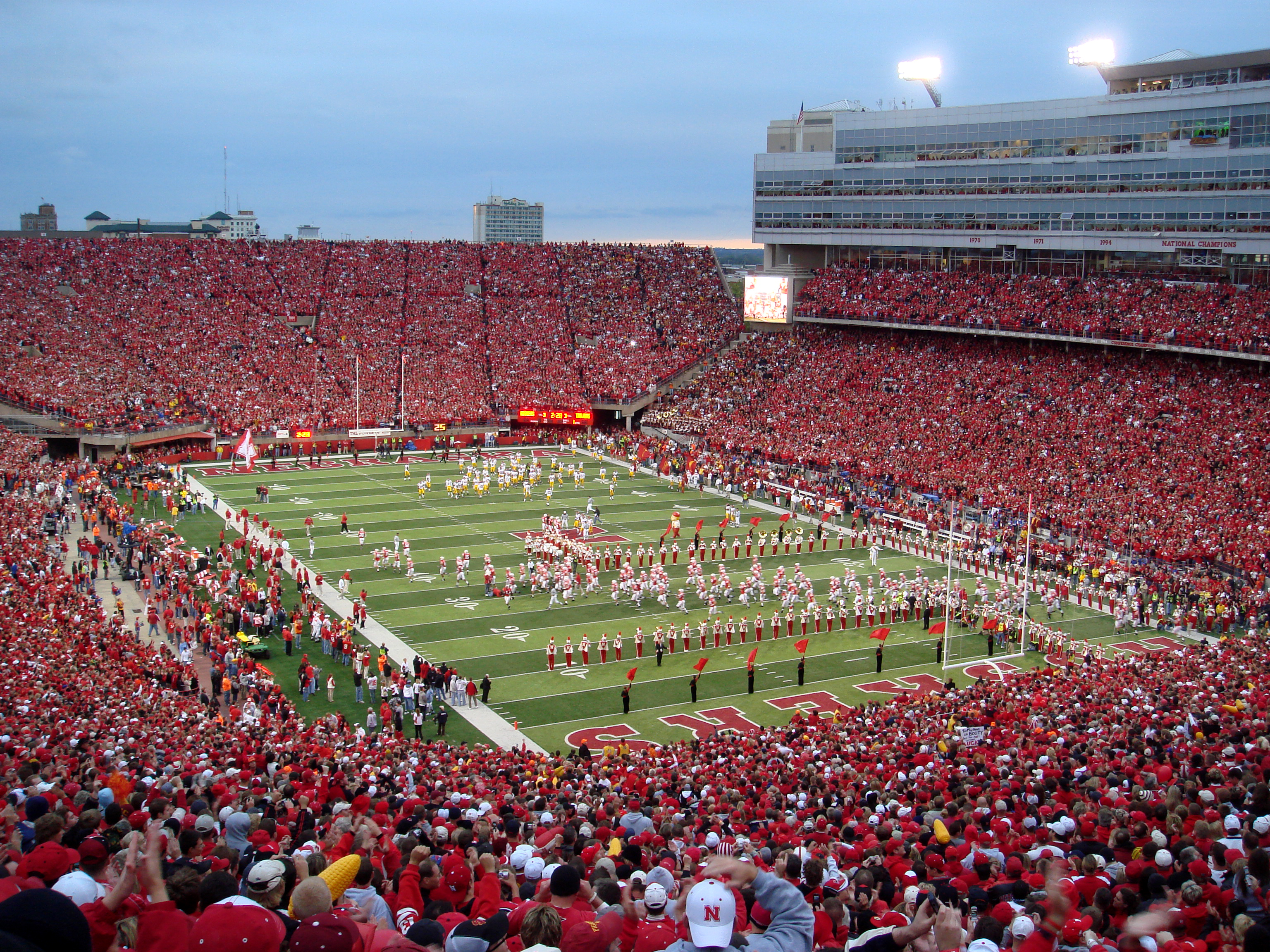

مطلح من الجماعة (بالإنجليزية: Ingroups) في علم الاجتماع وعلم النفس الاجتماعي هي مجموعة اجتماعية يُعرف الشخص نفسه بأنه ينتمي (يتماهى) معها نفسيا كعضو. وعلى النقيض مصطلح خارج الجماعة (بالإنجليزية: Ingroups) والذي يشير إلى فئة اجتماعية لا يتعارف (يتماهي) معها الفرد ولا ينتمي لها. وقد يجد الشخص أنه من المفيد له نفسيا أن ينظر إلى نفسه كجزء من جماعة وفقا لعرقه أو ثقافته أو جنسه أو عمره أو دينه. وقد تبين أن العضوية النفسية في المجموعة الاجتماعية يصاحبها عدد كبير من الظواهر.
انتشرت هذه المصطلحات من قبل هنري تاجفيل وزملائه خلال عمله في صياغة نظرية الهوية الاجتماعية. وقد تم تحديد أهمية هذا التصنيف باستخدام طريقة تسمى نموذج المجموعة الأدنى. ووجد تاجفل وزملاؤه أن الناس يمكن أن يشكلوا مجموعات ذاتية التفضيل في غضون دقائق، وأن هذه المجموعات يمكن أن تشكل حتى على أساس خصائص تبدو تافهة، مثل تفضيل لوحات معينة.